# Годзешова
Годзешова (пол. Godzieszowa) — село в Польщі, у гміні Длуголенка Вроцлавського повіту Нижньосілезького воєводства.
Населення — 362 особи (2011).
У 1975—1998 роках село належало до Вроцлавського воєводства.

## Демографія
Демографічна структура станом на 31 березня 2011 року:
|          | Загалом | Допрацездатний вік | Працездатний вік | Постпрацездатний вік |
| -------- | ------- | ------------------ | ---------------- | -------------------- |
| Чоловіки | 191     | 48                 | 130              | 13                   |
| Жінки    | 171     | 38                 | 103              | 30                   |
| Разом    | 362     | 86                 | 233              | 43                   |